# Riu White
|  | Per a altres significats, vegeu «White River (Arkansas-Missouri)». |

El riu White (en francès: Rivière Blanche, en hän Tadzan ndek) és un afluent de 265 km de longitud del riu Yukon a l'estat nord-americà d'Alaska i al territori canadenc de Yukon. La carretera d’Alaska creua el riu White, prop de Beaver Creek.
El riu White s’alimenta de glaceres i conté grans quantitats de sediment en suspensió. Transporta 19 milions de tones de sediment a l'any a la part superior de la seva conca. Això canvia dramàticament la claredat del riu Yukon, que roman carregat de sediments des de la confluència fins a la seva desembocadura.